# ریو تاکاهاشی (بازیکن فوتبال، زاده ۲۰۰۰)
ریو تاکاهاشی (ژاپنی: 高橋 亮؛ زادهٔ ۱۱ ژوئیهٔ ۲۰۰۰) یک بازیکن فوتبال اهل ژاپن است.
از باشگاه‌هایی که در آن بازی کرده‌است می‌توان به باشگاه فوتبال توکیو اشاره کرد.